# Étangs de Bairon
Étangs de Bairon este o arie protejată (sit de importanță comunitară — SCI) din Franța întinsă pe o suprafață de 105 ha, integral pe uscat.

## Localizare
Centrul sitului Étangs de Bairon este situat la coordonatele 49°32′07″N 4°45′56″E / 49.53528°N 4.76556°E.

## Înființare
Situl Étangs de Bairon a fost declarat arie specială de conservare în baza directivei 92/43 din 1992 referitoare la conservarea habitatelor naturale și a faunei și florei sălbatice pentru a proteja 10 specii de animale.

## Biodiversitate
Situată în ecoregiunea continentală, aria protejată conține 3 habitate naturale: Lacuri eutrofice naturale cu vegetație de tip Magnopotamion sau Hydrocharition, Păduri aluvionare cu Alnus glutinosa și Fraxinus excelsior (Alno-Padion, Alnion incanae, Salicion albae), Liziere de ierburi înalte hidrofile de câmpie și de nivel montan până la alpin.
La baza desemnării sitului se află mai multe specii protejate:
- amfibieni (1): triton cu creastă (Triturus cristatus)
- mamifere (3): liliac comun (Myotis myotis), liliacul mare cu potcoavă (Rhinolophus ferrumequinum), liliacul mic cu potcoavă (Rhinolophus hipposideros)
- nevertebrate (2): fluturele purpuriu (Lycaena dispar), Vertigo moulinsiana
- pești (4): zglăvoacă (Cottus gobio), Cottus perifretum, cicar (Lampetra planeri), boarță (Rhodeus amarus)

Pe lângă speciile protejate, pe teritoriul sitului au mai fost identificate 3 specii de plante, 44 de specii de păsări, 7 specii de amfibieni, 13 specii de mamifere, 3 specii de reptile.